# Bajka o medvjedici
Bajka o medvjedici - neautorski naziv nedovršene bajke Aleksandra Sergejeviča Puškina koju je napisao po svoj prilici 1830.
Bajku je objavio Pavel Annenkov u "Materijalima za biografiju A.S. Puškina". V.J. Jakuškin je unio neke ispravke i varijante u opis Puškinovih rukopisa. Varijante stihova 64-82 objavljene su u članku A. Želanskog Novo o "Baldi" i "Medvjedici" Puškina, gdje se nalazi i faksimil tih stihova. Prema rukopisu je ispravljeni tekst odštampao S.M. Bondi.